# Chrysolepis sempervirens
Chrysolepis sempervirens är en bokväxtart som först beskrevs av Albert Kellogg, och fick sitt nu gällande namn av Karl Jesper Hjelmquis. Chrysolepis sempervirens ingår i släktet Chrysolepis och familjen bokväxter. Inga underarter finns listade.

## Bildgalleri

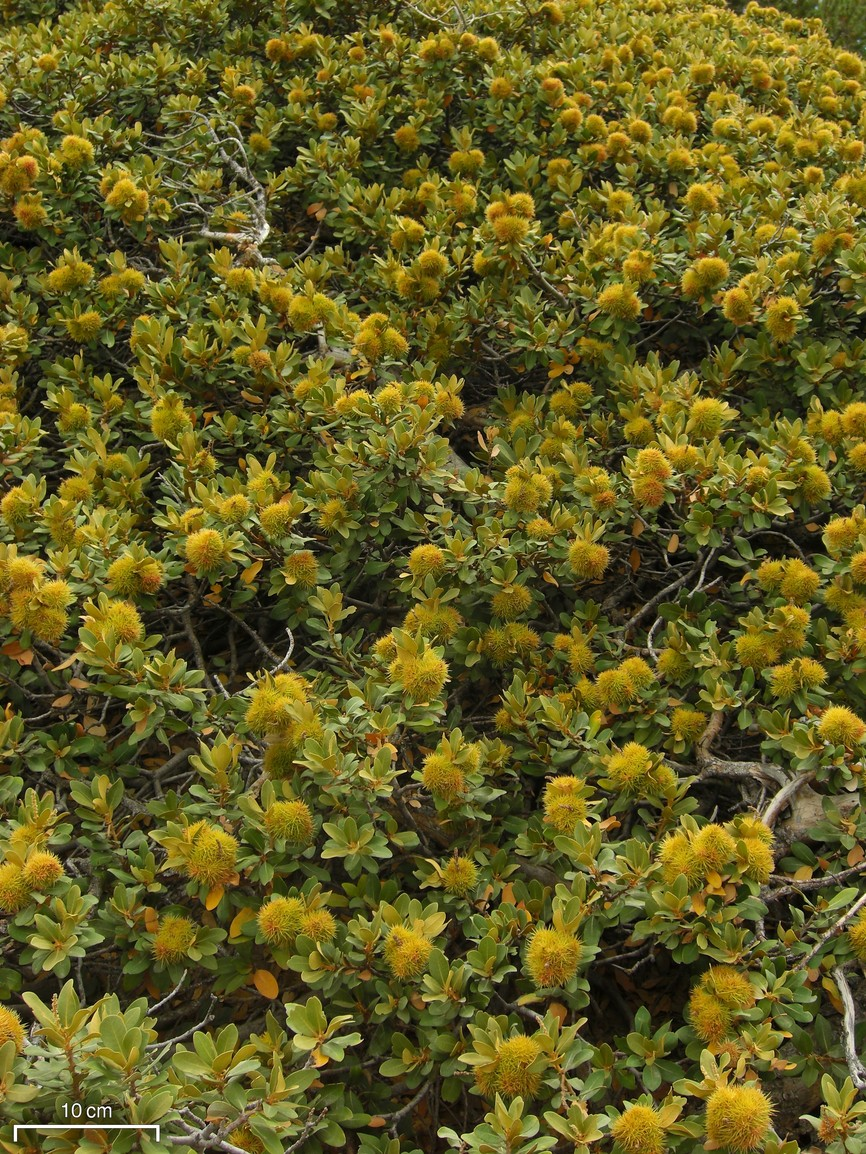
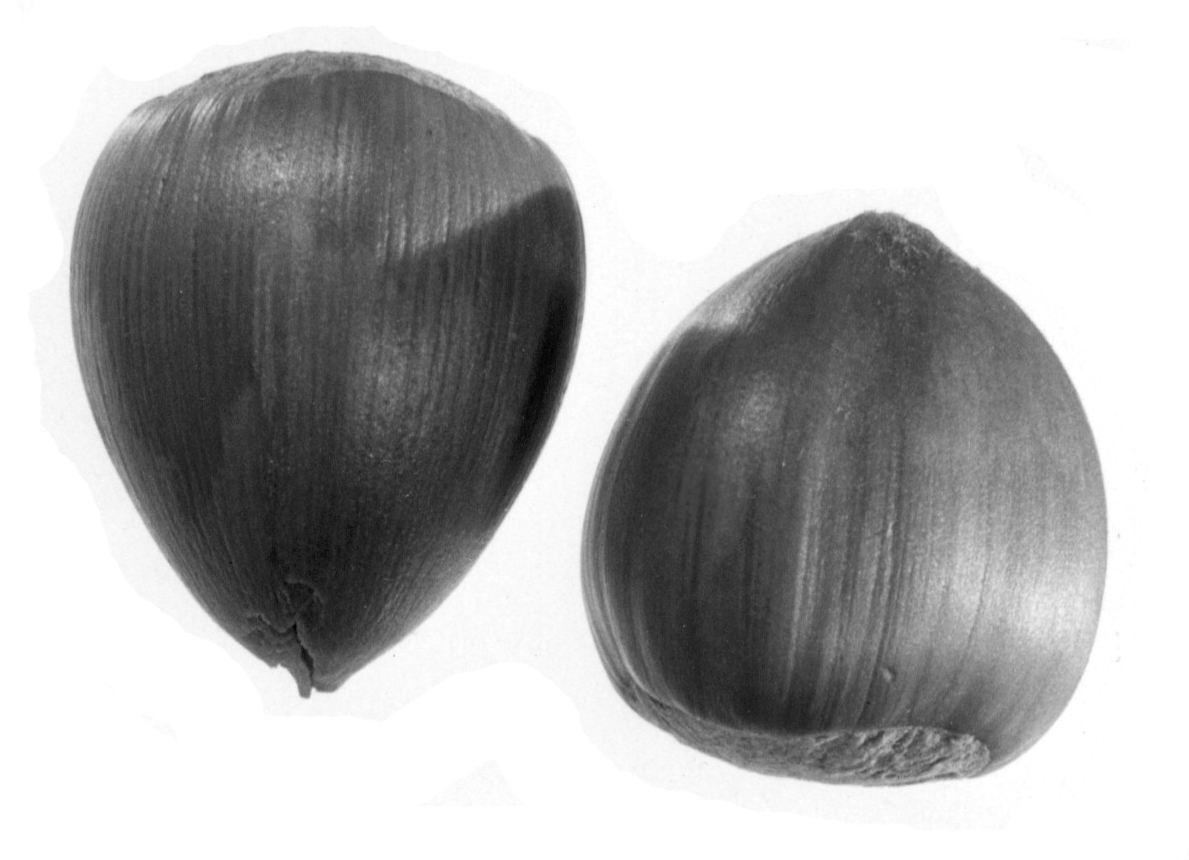
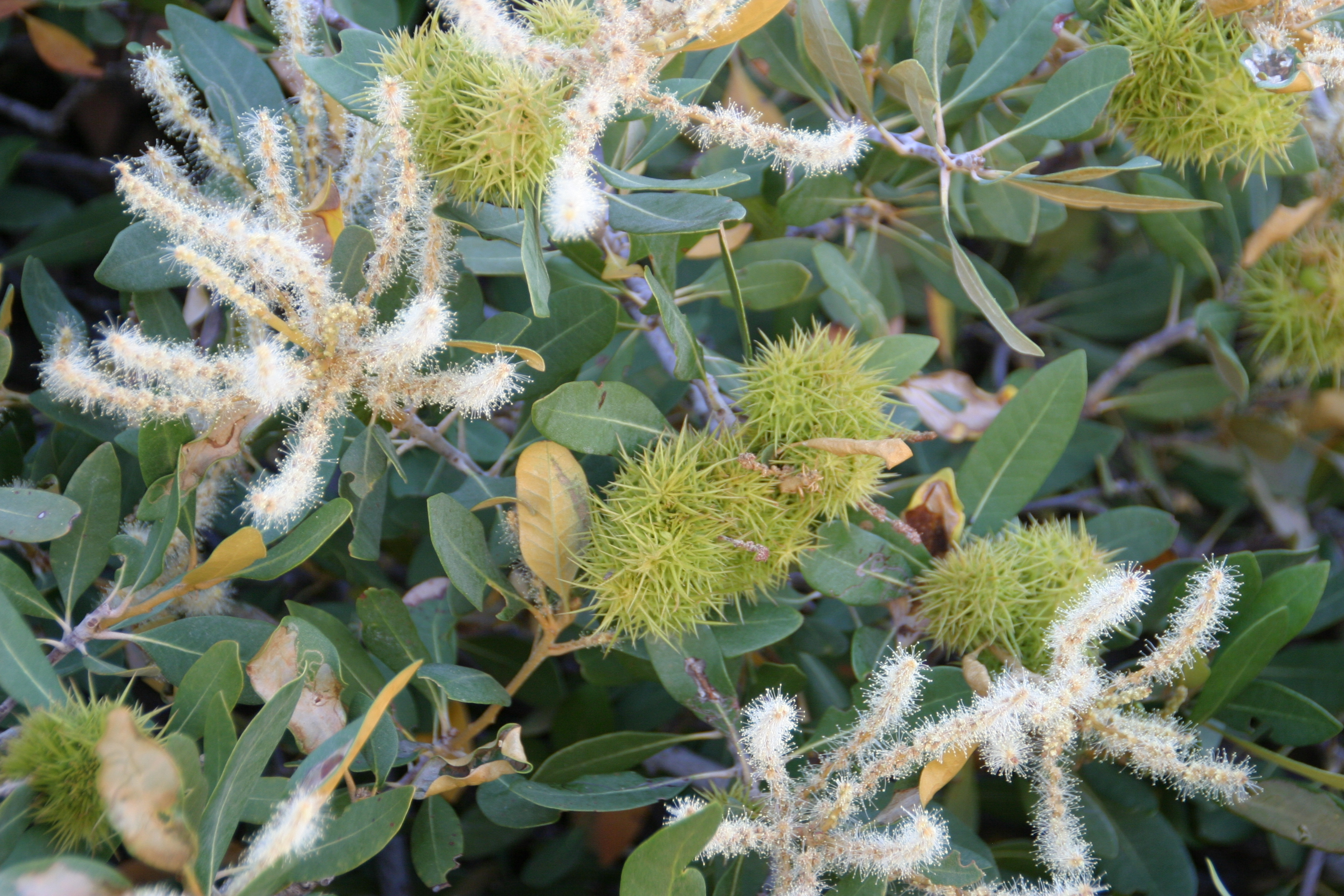
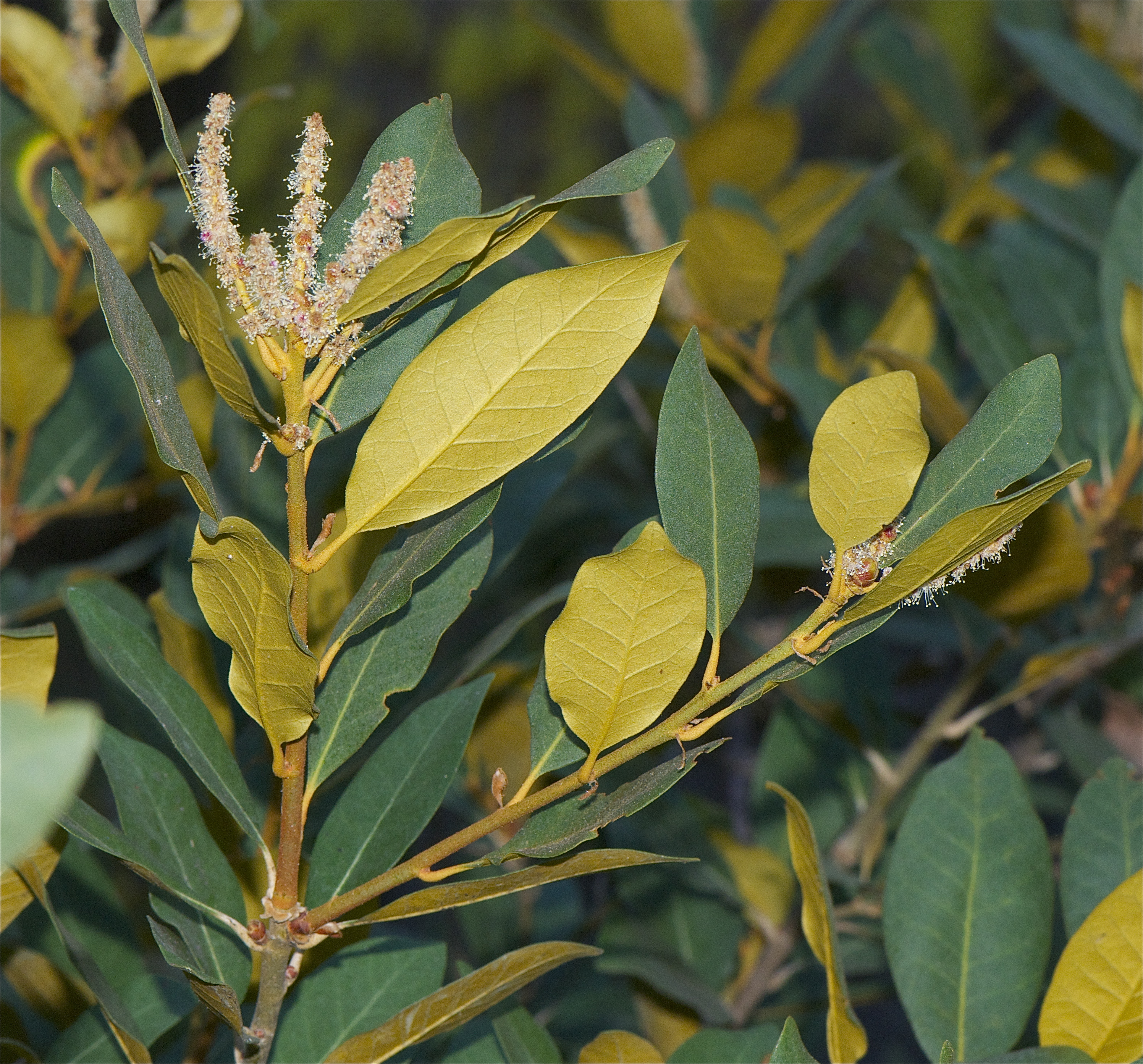